# Settle (Royaume-Uni)
Settle est une petite ville du Yorkshire du Nord, en Angleterre. Elle est accessible par train et par avion puisqu'elle n'est qu'a 46 kilomètres de l'aéroport international de Leeds-Bradford. L'autoroute A65 assure la connexion jusqu'à Skipton.
Le Yorkshire est une destination touristique attirant beaucoup de visiteurs du monde entier.
Le peintre James Ward réalisa vers 1812–1814 Gordale Scar (une vue de Gordale, dans le manoir d'East Malham à Craven, Yorkshire, propriété de Lord Ribblesdale). Il s'agit de falaises calcaires près de Settle. Cette huile sur toile fut exposée en 1815 et est conservée à la Tate Britain à Londres
La ville est jumelée avec la commune française de Banyuls-sur-Mer,.